# Саут Апопка (Флорида)
Саут Апопка (енгл. South Apopka) насељено је место без административног статуса у америчкој савезној држави Флорида.

## Демографија
По попису из 2010. године број становника је 5.728, што је 72 (-1,2%) становника мање него 2000. године.
| Група             | 2000.         | 2010.         |
| Белци             | 1.193 (20,6%) | 986 (17,2%)   |
| Афроамериканци    | 3.792 (65,4%) | 3.673 (64,1%) |
| Азијати           | 4 (0,1%)      | 27 (0,5%)     |
| Хиспаноамериканци | 740 (12,8%)   | 1.013 (17,7%) |
| Укупно            | 5.800         | 5.728         |